# شيلبيريك الأول
شيليبريك الأول هو ملك الفرنجة، حكم مابين 561 و 584.